# دورسيات (سلاحف)
دورسيَّات هي فصيلة من السلاحف مخفيات الرقبة. يحتوي على نوع حي وحيد هو السلحفاة ذات الأنف الخنزير موطنها غينيا الجديدة وشمال أستراليا.